# Тенрейру, Франсишку Жозе
Франсишку Жозе Тенре́йру ди Васкиш (порт. Francisco José Tenreiro; 20 января 1921—1963) — поэт, географ и социолог Сан-Томе и Принсипи в колониальную эпоху.

## Биография
Ещё в подростковом возрасте Тенрейру был одним из основателей обозревателя Кабо-Верде Claridade. Литературный журнал антиколониальной направленности был основан в 1936 году преимущественно жителями Островов Зелёного Мыса (Кабо-Верде) Мануэлом Лопешем, Балтазаром Лопешем да Силвой, Мануэлом Феррейрой, Антониу Аурелио Гонсалвешем, Жоржи Барбосой и Даниэлом Филипи.
В Высшей школе колониальной администрации (Escola Superior de Administração Colonial) изучал географию под началом Орланду Рибейру, побудившего его к написанию докторской диссертации о родном острове Тенрейру. Затем обучался в Лондоне и в Высшем институте зарубежных социальных наук и политики (Instituto Superior de Ciências Sociais e Política Ultramarina), ныне известном как Институт высоких наук и политики (Instituto Superior de Ciências Sociais e Políticas ISCSP) Лиссабонского университета. В 1961 году получил степень на философском факультете Лиссабонского университета, где стал доцентом.
Был депутатом Национального собрания Португальской республики от острова Сан-Томе.
Умер в 1963 году в Лиссабоне.

## Творчество
Тенрейру печатался в газетах и обзорах со статьями и очерками на тему притеснения коренного населения в условиях колониального правления, а также проблем чёрной диаспоры в Португалии и во всем мире.
В своей поэзии также выступал против социальной и расовой несправедливости. В сборнике стихов «Остров Святого имени» (1942) попытался преобразовать современную ему поэзию португальских колоний из европеизированной и лишь стилизованной «под Африку» в подлинно африканскую, близкую по форме и содержанию народной африканской поэзии. Для поэзии Тенрейру характерно осознание общности темнокожего населения разных стран света вместе с мотивом их трагической разобщённости. В частности, ему принадлежит знаменитое стихотворение «Чёрные всего света» («Негры из разных стран света», Negro de todo o mundo).
Он называл своими братьями афроамериканцев Луи Армстронга и Лэнгстона Хьюза (которому посвятил стихотворение «Фрагмент блюза»), сенегальцев Шейха Анта Диопа и Леопольда Сенгора. В его творчестве ощущалось влияние кубинского поэта Николаса Гильена, португальского Фернандо Пессоа, бразильского Жоржи ди Лимы. Ангольский поэт, социолог и политический деятель Мариу Пинту де Андраде назвал его «рупором негров всего мира».
Тенрейру писал песни, романсы, романсейро (циклы романсов), сокопе (народная разновидность песни-танца). В португальский текст нередко вводил словосочетания и фразы на местном креольском наречии форру, придавая своим произведения африканские ритмы. Отдельные его стихи переведены на русский.
Он принимал участие в движении португальских неореалистов с момента его появления.

## Наследие
Тенрейру считается одним из величайших и влиятельнейших авторов в стране.
В его честь названа литературная премия Сан-Томе и Принсипи, а также зал и культурный центр в Национальной библиотеке Сан-Томе и Принсипи.
С декабря 2008 года до конца 2017 года на банкноте в 100000 добр помещался его портрет.